# Mr.Children / Split The Difference
『Mr.Children / Split the Difference』（ミスターチルドレン スプリット・ザ・ディファレンス）は、2010年9月4日公開のMr.Childrenのドキュメンタリー映画。11月10日にDVD化されて発売された。

## 概要
【完全版】と銘打ったこの作品は本編に加え、特典として約30分の未公開映像を収録。また、映画とは異なる選曲のCD、映画パンフレットの"制作ノート"を新たに再編集したものとCD歌詞カードが記載されているブックレットの二つが付属している。
Mr.Childrenにとっては『【es】 Mr.Children in FILM』以来、約15年ぶりとなるドキュメンタリー。全国38スクリーンにて、2010年9月4日 - 17日までの2週間限定で上映された。興収・物販共に大ヒットし、単館で興収4億円超を記録した。
キャッチコピーは「まったく新しい発想の"LIVE"（=今）」。
内容は、ファンクラブ（以下FC）会員や一部関係者の約1000人のみによるプレミアムレコーディングライヴ『Mr.Children Shooting Live "Split the Difference"』を映像化したもので、2010年3月26日・4月3日・4月13日のレコーディングスタジオでのセッション、4月19日のモーション・ブルー・ヨコハマでの関係者限定ステージ、4月24日・4月26日の東京グローブ座でのFC会員限定ステージの全6公演の模様を、ライブ映像や打ち合わせ風景、リハーサル映像などのドキュメンタリー映像を交えた構成となっている。モノクロ映像が多いのが特徴。
本編のドキュメンタリー映像は、「アウトプットは決めずに、ただ音と映像の記録を残したい」という桜井和寿の思いから、普段からバンドのライブ映像を担当しているスタッフやカメラマンが、デジタル一眼レフカメラを使用して撮影されている。
現在、「横断歩道を渡る人たち」はYouTubeのMr.Children公式チャンネルで公開されている。

## チャート成績
2010年11月22日付オリコン週間総合DVDランキングで1位を獲得。Mr.Childrenとしては、オリコン週間音楽DVDランキングで8作連続首位を獲得し、歴代単独1位を記録した。

## 演奏
- Mr.Children
  - 桜井和寿：Vocal & Guitar
  - 田原健一：Guitar
  - 中川敬輔：Bass
  - 鈴木英哉：Drums
- Support musician
  - 小林武史：Keyboards, Brass & Orchestration Arrangement
  - 今井邦彦：Engineer
  - 山本拓夫：Saxophone, Flute, Brass Arrangement
  - 西村浩二：Trumpet, Flugelhorn
  - 吉田治：Saxophone
  - 中野勇介：Trumpet
  - 広原正典：Trombone
  - 四家卯大：Cello, Orchestration Arrangement
  - 沖祥子：Violin
  - 田島朗子、下川美帆、鈴木順子、南條由起、市川美希代、大井実夏、阿部奈穂子、伊藤彩、保科由貴、関明子、渡辺一雄、森田香織、結城貴弘、中澤圭子：Strings
  - スガシカオ、Salyu：Guest Vocal
  - ナオト・インティライミ、登坂亮太：Chorus
  - 安達錬：Keyboards

## 収録内容

### DVD
1. ＜Documentary＞
2. NOT FOUND
  - 冒頭は桜井の弾き語りから始まり、サビでバンドが合流している。
  - キーは半音下げで披露されている。
  - 小林の弾くハモンドオルガンが前面に出たアレンジに仕上がっており、小林がサポートメンバーを担当していた時期は必ずこのアレンジで披露されていた。
3. Everything (It's you)
  - 『Mr.Children Tour 2004 シフクノオト』の際と近いアレンジで演奏された。
  - 桜井はアコースティック・ギターを担当しており、バンドサウンドはラストのサビで合流する。
  - 小林の弾くピアノが前面に出たアレンジに仕上がっている。
4. SUNRISE
  - ライブでは初の披露となる。
  - 前奏が少々アレンジされている。
5. Another Mind
  - ライブでは『mr.children '94 tour innocent world』以来約16年ぶりの演奏である。
  - 同時に、初の映像化となった。
6. Surrender
  - 原曲よりバンドテイストが強いアレンジとなっている。
  - ナオト・インティライミがコーラスで参加している。
7. ファスナー
  - 桜井がスガシカオの作風をイメージして作った曲ということもあり、スガ本人がゲストボーカルとして参加。
  - 原曲とは違ったファンク調のアレンジに仕上げられている。
8. 虜
  - 演奏は『regress or progress '96-'97 tour final IN TOKYO DOME』以来となっている。
  - こちらにはゲストボーカルとしてSalyuが参加。
9. 終わりなき旅
  - 『Mr.Children DOME TOUR 2009 〜SUPERMARKET FANTASY〜 IN TOKYO DOME』時と同じアレンジで演奏。
  - 「どこかに自分を必要としてる人がいる」の部分を「どこかにあなたを必要としてる人がいる」と歌っている。
10. TIME AFTER TIME
  - シンディ・ローパーの同名曲のカバー。舞台裏で桜井和寿が弾き語っている映像から、FC会員限定ライブの映像へと移行するが、ー途中でフェードアウト。
11. 横断歩道を渡る人たち
  - FC会員限定ライブの映像。前半はスローなピアノで始まり、後半にかけてスピード感のあるアレンジとなっている。本作のリリースから約2年半後、YouTubeのMr.Children公式チャンネルでも公開され、現在も引き続き公開されている。
12. ニシエヒガシエ
  - FC会員限定ライブの映像。ホーンセクションとピアノが主体のジャズアレンジに仕上がっている。
13. ＜END ROLL＞
  - 公開当時は未発表曲だった「Forever」がBGMとして流れている。

#### 特典映像
1. 隔たり
  - スタジオライブの映像。披露はおよそ4年ぶりとなる。
2. Jealous Guy
  - スタジオライブの映像。ジョン・レノンのカバー曲である。
3. Heavenly kiss
  - モーション・ブルー・ヨコハマでのライブ映像。原曲にはない長い間奏を設け、その中で観客の男女にシャンパンを渡し、乾杯させる演出がなされている。
4. 僕らの音
  - スタジオライブの映像。1番サビ前で田原健一がミスし、2番Aメロで桜井も歌詞を間違えている。
5. しるし
  - FC会員限定ライブの映像。

### CD
1. 横断歩道を渡る人たち
2. Another Mind
3. Surrender
4. アンダーシャツ
  - 原曲にないホーンアレンジが施されている。
5. my sweet heart
  - ライブ初披露。
6. 隔たり
7. タイムマシーンに乗って
  - 原曲よりホーンセクションとピアノが全面に出たジャズ風のアレンジが加えられ、終盤へ向かうほど曲が盛り上がるように構成されている。
8. Love is Blindness
  - ライブ初披露（桜井に限っては2005年のGolden Circleにて、奥田民生や寺岡呼人と共に披露している）。
9. I'll be
  - 単独でのライブでは『Mr.Children CONCERT TOUR POPSAURUS 2001』以来の音源化となった。
10. ニシエヒガシエ
11. HERO
  - 1番はピアノとストリングス中心のアレンジとなっている。
12. Your Song
  - エルトン・ジョンのカバーで、2018年に発表されたMr.Childrenの同名曲ではない。歌詞に一部間違いがあるがそのまま収録されている。
13. しるし
  - 音源は特典映像のものと同じだが、前奏が長めに取られている。

## スタッフ
- 監督 - N.K.Y.
- プロデュース - 小林武史、Mr.Children
- 制作 - OORONG-SHA
- 配給 - 東宝映像事業部